# Xylariaceae
Xylariaceae is een familie van schimmels uit de orde Xylariales. Het is een zeer wisselende groep binnen de afdeling zakzwammen. Een gemeenschappelijk kenmerk is de ontwikkeling van de asci in perithecia, die vaak in zeer grote aantallen zijn verenigd tot een overwegend koolstofhoudend stromata. De asci zijn blijvend. Als ze rijp zijn, worden de ascosporen vrijgegeven door nauwe openingen in de perithecia. Ze worden gebruikt voor seksuele voortplanting en zijn donkerbruin tot zwart van kleur. Daarnaast zijn er vaak aseksuele, doorschijnende conidia.  Bekend en opvallend zijn de vruchtlichamen van de geweizwam, die wit gekleurd zijn door conidiosporen aan de toppen.
Andere soorten die tot deze familie behoren zijn andere de kogelhoutskoolzwam, de korsthoutskoolzwam, de gladde kogelzwam en de roestbruine kogelzwam.

## Taxonomie
De taxonomische indeling van de Xylariaceae is als volgt:
Familie: Xylariaceae
- Geslacht Adomia (1)
- Geslacht Alloanthostomella (1)
- Geslacht Anthostomella (173)
- Geslacht Ascotricha (27)
- Geslacht Biscogniauxia (61)
- Geslacht Biporispora (1)
- Geslacht Calceomyces (1)
- Geslacht Circinotrichum (16)
- Geslacht Collodiscula (7)
- Geslacht Creosphaeria
- Geslacht Cyanopulvis (1)
- Geslacht Daldinia (56)
- Geslacht Diamantinia (1)
- Geslacht Discoxylaria
- Geslacht Durotheca (7)
- Geslacht Engleromyces (2)
- Geslacht Entoleuca (3)
- Geslacht Euepixylon (2)
- Geslacht Hypocopra (32)
- Geslacht Jumillera (8)
- Geslacht Kretzschmaria (1)
- Geslacht Kretzschmariella (1)
- Geslacht Lanceispora (2)
- Geslacht Lasiobertia (2)
- Geslacht Leprieuria (2)
- Geslacht Leptomassaria (4)
- Geslacht Lopadostoma (24)
- Geslacht Nemania (69)
- Geslacht Ophiorosellinia (1)
- Geslacht Palmicola (4)
- Geslacht Pandanicola (2)
- Geslacht Paramphisphaeria (1)
- Geslacht Podosordaria (33)
- Geslacht Poronia (9)
- Geslacht Pulveria (1)
- Geslacht Rhopalostroma (12)
- Geslacht Rosellinia (189)
- Geslacht Sarcoxylon (4)
- Geslacht Sporidesmina (1)
- Geslacht Stilbohypoxylon (23)
- Geslacht Stromatoneurospora (2)
- Geslacht Wawelia (5)
- Geslacht Whalleya (2)
- Geslacht Xylaria (290)
- Geslacht Yuea (1)